# Parantica borneensis
Parantica borneensis är en fjärilsart som beskrevs av Otto Staudinger 1885. Parantica borneensis ingår i släktet Parantica och familjen praktfjärilar. Inga underarter finns listade i Catalogue of Life.